# TINE (virksomhed)
TINE er Norges største producent af mejeriprodukter som mælk og ost. 
Koncernen består af moderselskabet TINE SA og flere helejede datterselskaber i fødevareindustrien. Selskabet beskæftiger omkring 5500 medarbejdere og er ejet af omkring 12900 mælkeproducenter. TINE blev dannet i 1928 som den Norske Mejeriers Eksportlaug (Norske Meieriers Eksportlag). Fra 1942 skiftede selskabet navn til Norske Mejeriers Salgscentral (Norske Meieriers Salgssentral) og 1984 Norske Mejerier (Norske Meierier). TINE blev vedtaget som et varemærke for andelsmejeriet i 1992.
| Firma | Spire Denne artikel om et firma eller en virksomhed i Norge er en spire som bør udbygges. Du er velkommen til at hjælpe Wikipedia ved at udvide den. |